# Soutiran
Champagne Soutiran is een in 1990 gesticht champagnehuis dat in Ambonnay is gevestigd. De stichter Gerard Soutiran was opgeleid als wijnbouwer en huurde in 1954 zijn eerste wijngaard. In 1958 ging hij met een compagnon zelf een wijnpers exploiteren. In de jaren 60 voegde hij de wijngaarden van zijn echtgenote Solange Beaufort bij de zijne. Het bedrijf wordt nu geleid door Alain Soutiran, een van zijn drie zoons. Het huis produceert verschillende champagnes.

## Champagnes
- De Cuvée Alexandre I is de Brut Sans Année, de meest verkochte champagne en het visitekaartje van het huis. De assemblage uit 40% pinot noir, 40% chardonnay en 20% pinot meunier werd aangevuld met 30 tot 605 wijn uit de reserve van het huis en drie jaar op gist te rijpen gelegd.[1] De dosage suiker die met de liqueur d'expédition wordt toegevoegd is 10.9 gram per liter.
- De Cuvée Signature Brut Grand Cru is gemaakt van druiven uit grand cru-gemeenten van de Champagne. De wijn werd gemaakt van 60% pinot noir en 40% chardonnay. De champagne mocht 2 tot 3 jaar rijpen en kreeg een dosage suiker van 10,6 gram per liter.
- De zoete Cuvée Signature Demi-Sec Grand Cru is gelijk aan de Brut Grand Cru maar kreeg als Demi-Sec een dosage van meer dan 35 gram suiker per liter.
- De Cuvée Perle Noire Brut Grand Cru is een blanc de noirs, een witte wijn van blauwe, de Fransman zegt "zwarte", druiven uit grand cru-gemeenten. De van pinot noir uit vooral Ambonnay gemaakte wijn mocht dertig maanden op gist rijpen en kreeg een dosage van 10.6 gram suiker per liter.
- De Cuvée Blanc de Blancs Brut Grand Cru is een blanc de blancs van uitsluitend chardonnay uit grand cru-gemeenten. De champagne mocht 36 maanden op gist rijpen en kreeg een dosage van 10.6 gram suiker per liter.
- De Cuvée Collection Privé Grand Cru van 50% chardonnay en 50% pinot noir uit grand cru-gemeenten waaronder Ambonnay mocht 4 tot 5 jaar in de kelders rijpen.
- De Cuvée Rosée de Saignée Brut Grand Cru is een roséchampagne van uitsluitend pinot noir uit grand cru-gemeenten, Een Na het plukken mochten de druiven twee of drie dagen in kuipen macereren. De schillen kleurden in die uren het anders heldere most roze. Het most werd gefilterd voordat het te rood werd. Na deze méthode saignée waarbij de druiven mochten "bloeden" werd het most in grote stalen vaten gepompt om daar te gisten. De flessen champagne mochten 18 tot 24 maanden op gist rijpen. De dosage is 13 gram suiker per liter.
- De Cuvée Millésime Brut Grand Cru van gelijke delen pinot noir en chardonnay uit grand cru-gemeenten is een millésime, wat inhoudt dat alle druiven in een en hetzelfde jaar werden geplukt. De flessen champagne mochten 4 jaar op gist rijpen. De dosage is 10,6 gram suiker per liter.
- De Cuvée Demi Sec Grand Cru van 60% pinot noir en 40% chardonnay is een Demi-Sec, een zoete champagne. De dosage is groter dan 35 gram per liter. De champagne mocht 4 jaar op gist rijpen.
- De Cuvée "Non Dosé" Brut Grand Cru werd van 40% pinot noir en 60% chardonnay gemaakt. In de liqueur d'expédition werd geen suiker toegevoegd zodat de wijn bijzonder droog of "brut" is. De champagne mocht vijf jaar op gist rijpen.